# Pjotr Dubrov
Pjotr Valerjevič Dubrov (rusky Пётр Валерьевич Дубров; * 30. ledna 1978 Chabarovsk, Rusko) je ruský inženýr a kosmonaut vybraný Roskosmosem v roce 2012, 566. člověk ve vesmíru. Svůj první let do vesmíru absolvoval od dubna 2021 do března 2022 na Mezinárodní vesmírné stanici (ISS) jako člen Expedice 65 a poté i Expedice 66.

## Život
Dubrov se narodil 30. ledna 1978 v Chabarovsku v Rusku. Navštěvoval střední školu č. 13 v Chabarovsku. Studoval na Chabarovské státní technické univerzitě, absolvoval ji v roce 1999 v oboru software pro počítačové inženýrství a automatizované systémy. Poté pracoval jako softwarový inženýr ve společnosti CBOSS Development International LLC.

## Kosmonaut
Byl vybrán Roskosmosem jako kosmonaut dne 8. října 2012 (jako jeden z osmi vybraných v roce 2012). Začal trénovat 29. října 2012 ve Středisku přípravy Jurije Gagarina. Výcvik dokončil dne 15. července 2014.
V roce 2020 byl vybrán do záložní posádky Sojuzu MS-17. Ve stejném roce absolvoval výcvik v Johnsonově vesmírném středisku v Houstonu.
V Sojuzu MS-18 odstartoval 9. dubna 2021 k prvnímu letu a spolu s Olegem Novickým a Markem Vande Hei se stal členem dlouhodobé Expedice 65 na ISS. Během letu absolvoval Dubrov s Novickým ve dnech 2. června, 3. září a 9. září 2021 tři výstupy do volného prostoru o celkové délce 22 hodin a 38 minut. Při prvním dokončili přípravné práce nezbytné pro odpojení dokovacího modulu Pirs od stanice, při dalších dvou naopak propojovali se stanicí nový vědecký modul Nauka, který k ní zakotvil v červenci 2021 na místo uvolněné modulem Pirs. Když v říjnu 2021 na ISS přiletěla návštěvnická "filmařská" posádka v Sojuzu MS-19 a její dva členové odletěli po několika dnech zpět na Zemi v Sojuzu MS-18 s jeho velitelem Novickým, zůstali Dubrov a Vande Hei na stanici a stali se členy navazující Expedice 66 spolu s velitelem Sojuzu MS-19 Antonem Škaplerovem. Škaplerov a Dubrov uskutečnili 19. ledna 2022 výstup do volného prostoru, při němž propojili nové moduly Nauka a Pričal napájecími i datovými kabely a nainstalovali na ně zábradlí, na Pričal navíc umístili televizní kameru, antény pro setkání a dokovací terče. Tento čtvrtý Dubrovův výstup trval 7 hodin a 11 minut, souhrnná délka jeho výstupů tak dosáhla 29 hodin a 49 minut.
Díky zapojení do dvou expedic po sobě se Dubrov a Vande Hei 23. ledna 2022 posunuli na sdílené 10. místo v seznamu nejdelších jednotlivých letů v historii a do svého návratu na Zemi vystoupali žebříčkem až na sdílené páté místo. Let o délce 355 dní, 3 hodin a 46 minut navíc Dubrovovi přinesl rekord v délce letu ruského kosmonauta na ISS (první místa drží kosmonauti, kteří pobývali na stanici Mir), zatímco pro Vande Hei šlo o vůbec nejdelší americký let v celé historii kosmonautiky. V Sojuzu MS-19 i se Škaplerovem přistáli 30. března 2022